# Hyponysson
Hyponysson (лат.) — род песочных ос из подсемейства Bembicinae (триба Nyssonini). Северная Америка: юг и запад США. Известно 2 вида.

## Описание
Мелкие осы. Задняя поверхность задней голени гладкая, только с волосками и щетинками (у близкого рода Acanthostethus задняя поверхность задней голени неравномерно зубчатая). Средние голени самца с двумя шпорами. Вершина заднего бедра простая (без лопастей). Переднее крыло с двумя субмаргинальными ячейками. Птеростигма передних крыльев значительно меньше субмаргинальной ячейки II, медиальная жилка передних крыльев расходится перед cu-a. Метасомальный стернум I базально с двойным килем. Относится к трибе Nyssonini Handlirsch, 1925 и подтрибе Nyssonina Handlirsch, 1925. Замечены около норок пчёл Calliopsis nebraskensis (Andrenidae, Panurginae).
- Hyponysson bicolor Cresson, 1882
- Hyponysson raui (Rohwer, 1917)